# Heiligenthal
Heiligenthal is een plaats en voormalige gemeente in de Duitse deelstaat Saksen-Anhalt, en maakt deel uit van de Landkreis Mansfeld-Südharz.
Heiligenthal telt 830 inwoners.